# Gateways to Annihilation
Albums de Morbid Angel
Formulas Fatal to the Flesh
(1998) Heretic
(2003)
Gateways to Annihilation est le sixième album studio du groupe de death metal américain Morbid Angel. L'album est sorti le 17 octobre 2000 sous le label Earache Records.
Cet album est très différent des autres albums de Morbid Angel. En effet, celui-ci est globalement plus lent et plus atmosphérique que les précédentes productions. Cet album se rapproche de Blessed are the Sick, sorti en 1991.
C'est le premier album où Steve Tucker participe au travail de composition des paroles et de la musique depuis son arrivée dans le groupe.

## Musiciens
- Steve Tucker - chant, basse
- Trey Azagthoth - guitare, chant
- Erik Rutan - guitare, claviers
- Pete Sandoval - batterie

## Liste des morceaux
1. Kawazu – 0:35
2. Summoning Redemption – 7:16
3. Ageless, Still I Am – 5:18
4. He Who Sleeps – 4:04
5. To the Victor the Spoils – 3:43
6. At One with Nothing – 4:33
7. Opening of the Gates – 5:15
8. Secured Limitations – 4:39
9. Awakening – 1:21
10. I – 3:50
11. God of the Forsaken – 3:49